# J.A.G. JAPAN
J.A.G. JAPAN株式会社（日语：ジャッグジャパン株式会社）是總部位於日本東京都澀谷区澀谷的諮詢公司。
2010年11月，大濱﨑卓真創立公司前身J.A.G. JAPAN合同会社；2015年4月，改組為J.A.G. JAPAN株式会社。主要提供国政選舉及地方選舉的選舉諮詢，調查及分析選情，向政党、政治團体及政治人物提供面向政治人物的雲端名冊應用程式，並向主要傳媒提供選舉結果預測及分析文章等。另有使用地理資訊系統，提供可視化數據。

## 應對新型冠狀病毒感染症
2019冠狀病毒病疫情爆發後，2020年2月16日，使用ESRI提供的GIS軟件ArcGIS，製作並公開發布「各都道府縣新型冠狀病毒感染者数地圖」，是日本国内首個確診個案資訊網站。日本經濟新聞報道時曾使用地圖數據，2020年3月25日，日本維新会参議院議員浅田均在参議院預算委員會上介紹網站，網站亦登上過自由民主党機關刊物《Libre》（りぶる）。

## 外部連結
- J.A.G. JAPAN 株式会社 （页面存档备份，存于） - 選舉諮詢公司
- J.A.G. JAPAN的X（前Twitter）
- 大濱﨑卓真的X（前Twitter）
- J.A.G. JAPAN的Facebook專頁
- 大濱﨑卓真（Ōhamazaki Takuma）選舉顧問 - 論座｜朝日新聞社言論網站 （页面存档备份，存于）